# Chevrolet Menlo
La Chevrolet Menlo (in lingua cinese 畅 巡) è una Berlina compatta con motore elettrico, prodotta dalla casa automobilistica americana Chevrolet in joint venture con la SAIC dal 2020 e venduta esclusivamente in Cina. È la prima Chevrolet elettrica disponibile in Cina, poiché la Chevrolet Bolt non venne importata.

## Storia

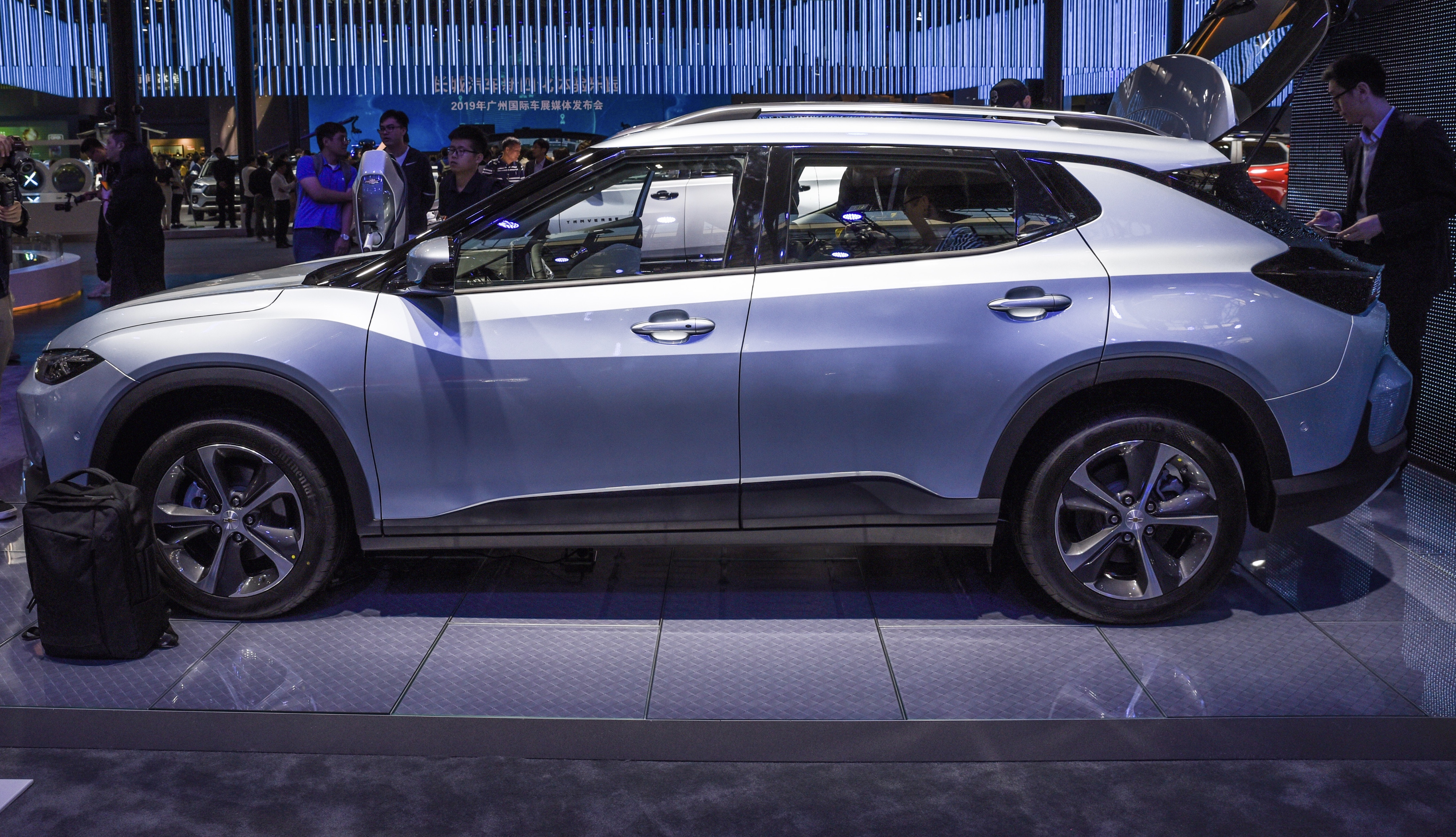
Motor Show di Guangzhou

La Chevrolet Menlo si basa sul prototipo Chevrolet FNR-X presentato al salone di Shanghai nel 2017. La versione di produzione ha debuttato in occasione di un evento di gala a Hefei, Anhui l'8 novembre 2019, e in seguito è stata mostrata anche al Motor Show di Guangzhou nel 2019. Le pre-vendite sono iniziate a dicembre e le consegne in Cina dal 20 febbraio 2020.
Grazie ai sussidi governativi fino a 100.000 yuan (circa 14.250 dollari), il Menlo è il crossover elettrico compatto più economico in Cina.

## Batteria
La Menlo ha una batteria agli ioni di litio, con una capacità di 52,5 kWh e un'autonomia fino a 410 km nel ciclo NEDC. Il motore elettrico genera 150 cavalli (110 kW) e 350 Nm di coppia motrice. Questa batteria è utilizzata anche dalla Buick Velite 6 Plus.